# Автотрансформатор

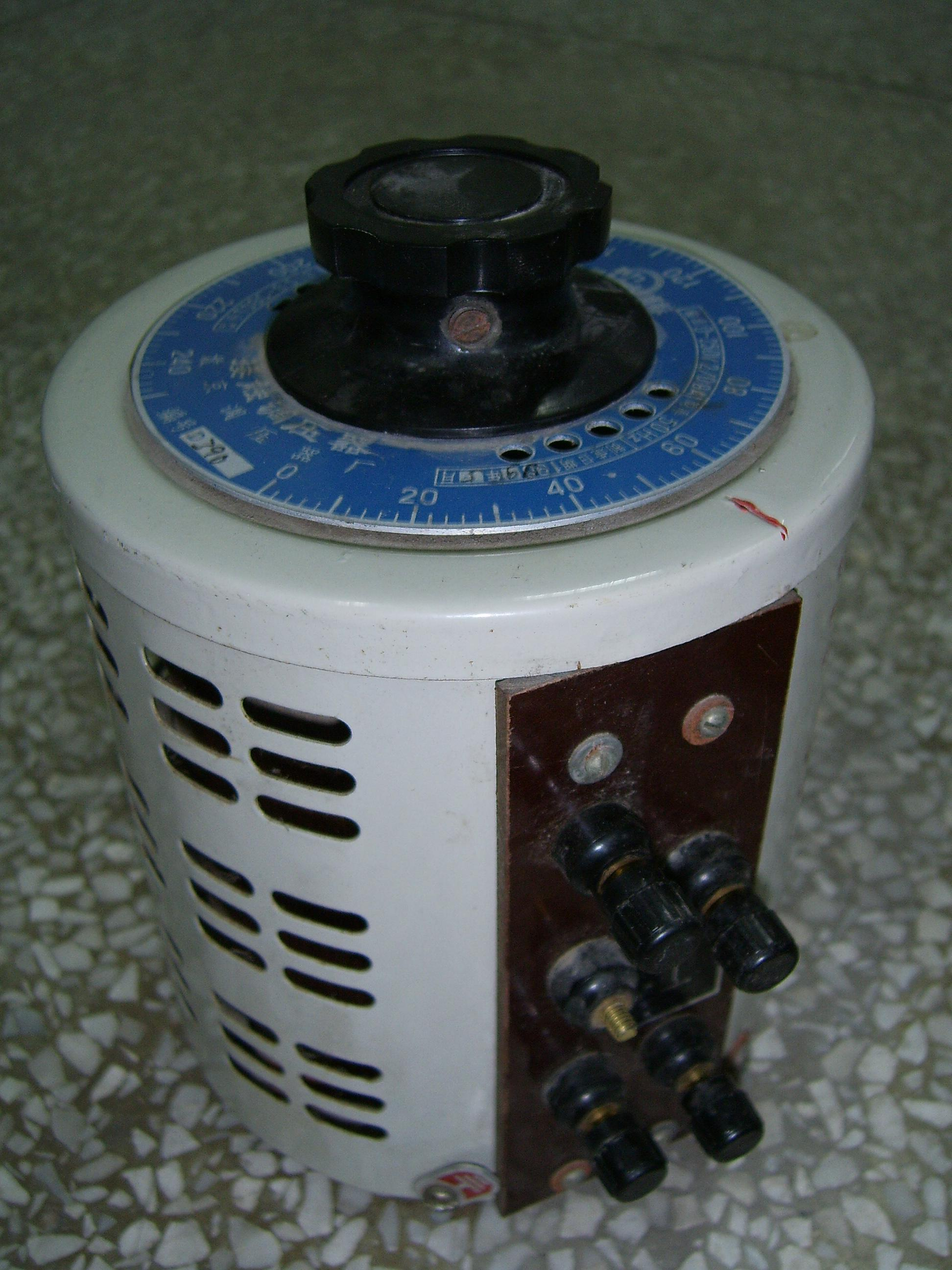
Лабораторний автотрансформатор (ЛАТР)

Умовне графічне позначення автотрансформатора з трьома виводами

Однофазний автотрансформатор з вихідною напругою, що може змінюватись в діапазоні 40 %…115 % від вхідної

Автотрансформа́тор — трансформатор, дві або більше обмоток якого мають спільну частину. Це є варіант виконання силового трансформатора, в якому первинна і вторинна обмотки сполучені безпосередньо, і мають за рахунок цього не тільки електромагнітний зв'язок, а й електричний. Обмотка автотрансформатора має декілька виводів (як мінімум 3), при підключенні до яких, можна отримувати різні напруги.

## Види автотрансформаторів
Автотрансформатори можуть бути понижувальними і підвищувальними, однофазними і трифазними. У трифазного трансформатора обмотки фаз з'єднують зіркою.
Значного поширення набули автотрансформатори зі змінним коефіцієнтом трансформації. Такі автотрансформатори оснащуються пристроєм, що дозволяє регулювати величину напруги на вторинній обмотці шляхом зміни числа витків. Це здійснюється завдяки ковзному контакту (щітки чи ролика), що переміщується безпосередньо по зачищеній від ізоляції поверхні витків обмотки. Такі автотрансформатори називають регуляторами напруги. Вітчизняною промисловістю виготовляються регулятори напруги невеликої потужності серії РНО (однофазні) і РНТ (трифазні). Автотрансформатори, що призначені для лабораторного використання називають ЛАТР (лабораторний автотрансформатор).

## Переваги та недоліки
Перевагою автотрансформатора є вищий ККД, оскільки лише частина потужності піддається перетворенню — це особливо суттєво, коли вхідна і вихідна напруги відрізняються незначно.
Недоліком є відсутність електричної ізоляції (гальванічної розв'язки) між первинним і вторинним колом. У промислових мережах, де наявність заземлення нульового проводу обов'язкова, цей чинник ролі не грає, зате суттєвою є менша витрата сталі для осердя, міді для обмоток, менша вага і габарити, і в результаті — менша вартість.
Застосування автотрансформаторів економічно виправдане замість звичайних трансформаторів для сполучення ефективно заземлених мереж з напругою 110 кВ і вище при коефіцієнтах трансформації не більших за 3…4.[джерело?]